# 亀有公園
亀有公園（かめありこうえん）は、東京都葛飾区亀有に所在する公園である。

## 概要
東京都葛飾区亀有五丁目36番1号にある、葛飾区立の公園で、児童用の遊具が設置されている児童公園である。
秋本治の漫画作品『こちら葛飾区亀有公園前派出所』に同名の公園が登場するが、公園に接するかたちで派出所は設置されていない（亀有公園に最も近い交番は、隣の街区に存在する「亀有警察署 亀有駅北口交番」であり、直線距離で約60 m離れている）。
2010年に作品の主人公である両津勘吉の像が設置された（写真）。2011年には作品の映画化に伴う撮影用として、公園内に「亀有公園前派出所」と書かれた交番のロケセットが設置された。

公園内に設置された両津勘吉像
亀有公園にある看板。
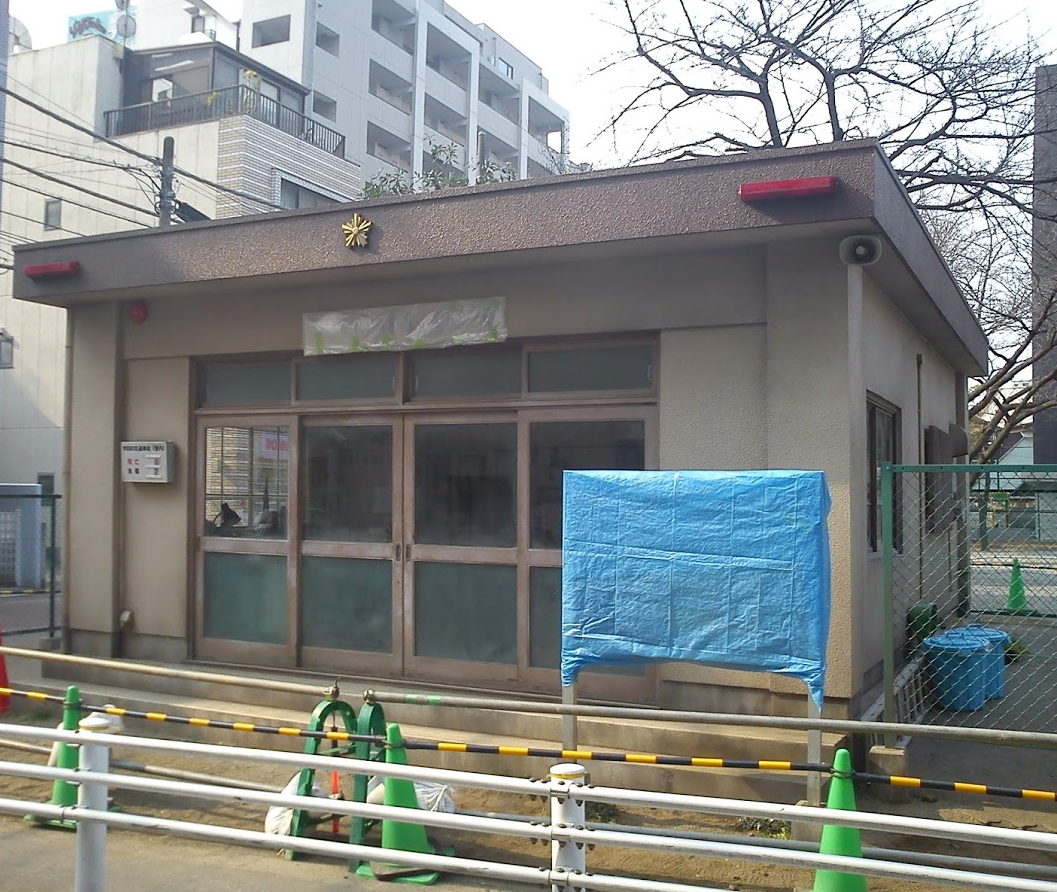
公園内に設置された交番のロケセット

## 近隣施設
- 亀有北口商店街

## 交通
JR東日本常磐線亀有駅北口より徒歩約5分。